# Medievil wars
Medievil Wars är ett MMORPG datorspel med totalt över 60 000 användare.

## Historik
Medievil Wars började som Civ-online, ett text-baserat online-spel vilket var baserat på datorspelet Civilization, men har ingen koppling till tillverkaren av det mer kända PC-spelet.